# Pigooスタジオ
Pigooスタジオ（ピグースタジオ）とは、東京都千代田区外神田6-6-3林ビル2階から4階に所在する、つくばテレビ関連会社Re-solution（レゾリューション）所有のテレビ番組収録可能なレンタルスタジオである。つくばテレビ運営のアイドル専門チャンネルPigoo、エンタ!959の収録スタジオとして活用される。

## 概要
2016年3月9日、アイドル・モデル撮影会として秋葉原に「Pigooスタジオ」をオープン。4階フロアが公開収録スタジオとなっており、他のスタジオでも以降番組収録が行われている。
2018年6月からは2階にはカフェスペース「ホワイトエレファント」が入居。経営は別であるがこちらもレンタルスペースを兼ねており、連動したイベントも行っている。
2021年2月12日から「ホワイトエレファント」において第２、第４金曜日が「イエローキャブ酒場」として営業される。

## スタジオ
撮影会スタジオとしても使用しているため、内装によって分けられている。このため他のテレビスタジオと違い大幅なセットチェンジは不可能。番組イメージを変えるためには背景をカーテンで仕切るなどの工夫がなされている。

### 3階スタジオ
- パステル
- 教室

### 4階スタジオ
- 公開収録
  - モニターを備える。名前の通り公開収録用のスタジオで50人程度のベンチを常設（ただし機材設営のため収録時は20名限定の場合が多い[4]）。「じょゆたまっ」（Pigoo）「長瀬麻美の見まっせがな!」（エンタ!959）、「澁谷果歩のたわわチャレンジ」（エンタ!959）、「阿部乃ちゃんねる」（エンタ!959）などで使用。
- お庭・花壁・プライベート
  - 細かく区分けしており、全体的には女の子の部屋をイメージしている。「津田美波の津田家-TSUDAYA」（Pigoo）、「みこもこTV」（エンタ!959）などで使用。